# Było, nie minęło
Było, nie minęło – Kronika zwiadowców historii – program telewizyjny o tematyce historyczno-eksploracyjnej. Program był emitowany co tydzień w TVP Info (wcześniej w TVP3) od 2004 do 2013 w soboty o godz. 15:00. Od 2014 nowe odcinki programu emitowane są od 28 lutego 2014 w TVP Historia oraz od 2 marca w TVP 3. Program prowadzi Adam Sikorski. Program kontynuuje cykl reportaży: „Ocalić… od zapomnienia”, emitowanych na antenie TVP3 w latach 2002–2004.

## Nagrody
W maju 2012 Zarząd Stowarzyszenia Weteranów Formacji Granicznych przyznał twórcom programu honorową odznakę Korpusu Ochrony Pogranicza: w dowód uznania za wieloletnie poszukiwania i upowszechnianie śladów pamięci walk i męczeństwa oraz tradycji żołnierzy formacji granicznych II Rzeczypospolitej.
8 listopada 2013 r. na Katolickim Uniwersytecie Lubelskim Jana Pawła II w Lublinie odbyła się konferencja naukowa pt. „Termopile Wschodu – Batalion KOP Sarny w walce z sowiecką agresją”. Podczas tego wydarzenia zostały wręczone statuetki, które Fundacja „Honor, Ojczyzna” im. Majora Władysława Raginisa, wspólnie ze Stowarzyszeniem „Wizna 1939” przyznała ppor. Janowi Bołbottowi (pośmiertnie), oficerowi KOP, który we wrześniu 1939 r. poległ w dramatycznych okolicznościach w miejscowości Tynne k. Sarn (obecnie na Ukrainie), za heroiczną postawę w obronie niepodległości Rzeczypospolitej w walce z sowieckim agresorem oraz redaktorowi Adamowi Sikorskiemu z programu „Było… nie minęło”, za odkrywanie i upamiętnianie historii Polski.

## Fundacja
Została założona także „Fundacja Było, nie minęło”.